# 1996-os labdarúgó-Európa-bajnokság
Az 1996-os labdarúgó-Európa-bajnokság a futball történetének 10. Európa-bajnoksága volt. Angliában rendezték június 8. és 30. között. Az Eb szlogenje a „Foci hazatér” volt, mivel ez volt az első alkalom, hogy a labdarúgás szülőhazájában, Angliában rendezték meg a kontinenstornát. Ez volt az első Eb, amelyen 16 csapat vett részt és először volt aranygól-szabály. A tornát a német csapat nyerte, története során harmadszor.

## Helyszínek
A mérkőzéseket az alábbi nyolc helyszínen rendezték:
| London           | Manchester                                                                  | Liverpool                                                                   | Birmingham       |
| ---------------- | --------------------------------------------------------------------------- | --------------------------------------------------------------------------- | ---------------- |
| Wembley          | Old Trafford                                                                | Anfield                                                                     | Villa Park       |
| Férőhely: 76 567 | Férőhely: 55 000                                                            | Férőhely: 42 730                                                            | Férőhely: 40 310 |
|                  |                                                                             |                                                                             |                  |
| Leeds            | London Manchester Liverpool Newcastle Nottingham Birmingham Sheffield Leeds | London Manchester Liverpool Newcastle Nottingham Birmingham Sheffield Leeds | Sheffield        |
| Elland Road      | London Manchester Liverpool Newcastle Nottingham Birmingham Sheffield Leeds | London Manchester Liverpool Newcastle Nottingham Birmingham Sheffield Leeds | Hillsborough     |
| Férőhely: 40 204 | London Manchester Liverpool Newcastle Nottingham Birmingham Sheffield Leeds | London Manchester Liverpool Newcastle Nottingham Birmingham Sheffield Leeds | Férőhely: 39 859 |
|                  | London Manchester Liverpool Newcastle Nottingham Birmingham Sheffield Leeds | London Manchester Liverpool Newcastle Nottingham Birmingham Sheffield Leeds |                  |
| Newcastle        | London Manchester Liverpool Newcastle Nottingham Birmingham Sheffield Leeds | London Manchester Liverpool Newcastle Nottingham Birmingham Sheffield Leeds | Nottingham       |
| St James’ Park   | London Manchester Liverpool Newcastle Nottingham Birmingham Sheffield Leeds | London Manchester Liverpool Newcastle Nottingham Birmingham Sheffield Leeds | Városi stadion   |
| Férőhely: 36 649 | London Manchester Liverpool Newcastle Nottingham Birmingham Sheffield Leeds | London Manchester Liverpool Newcastle Nottingham Birmingham Sheffield Leeds | Férőhely: 30 539 |
|                  | London Manchester Liverpool Newcastle Nottingham Birmingham Sheffield Leeds | London Manchester Liverpool Newcastle Nottingham Birmingham Sheffield Leeds |                  |

## Selejtezők
A selejtezőket 1994 áprilisától 1995 novemberéig játszották le. A selejtezőben 47 válogatott vett részt. Egy csoportban öt, a maradék hét csoportban pedig hat-hat csapat kapott helyet. A csoportelsők automatikusan kvalifikálták magukat a záró szakaszra. A csoportmásodikokat pontszámuk és a többi statisztika (pl.: gólarány) alapján sorba rendezték. Az így sorba rendezett nyolc csapat közül az első hat továbbjutott, míg az utolsó két helyezett egy egymérkőzéses rájátszáson vett részt. Amelyik ország válogatottja nyert, az csatlakozhatott a záró szakaszra kijutott csapatokhoz, míg a vesztes kiesett. A házigazda Angliának nem kellett selejtezőt játszania.
A következő csapatok vettek részt az 1996-os labdarúgó-Európa-bajnokságon:
| Csapat        | Részvételi jog                 | Részvétel megszerzésének dátuma | Előző Európa-bajnoki részvételek |
| ------------- | ------------------------------ | ------------------------------- | -------------------------------- |
| Anglia        | Rendező                        | 1992. május 5.                  | 4                                |
| Románia       | 1. csoport győztese            | 1995. november 15.              | 1                                |
| Franciaország | 1. csoport második helyezettje | 1995. november 15.              | 3                                |
| Spanyolország | 2. csoport győztese            | 1995. november 15.              | 4                                |
| Dánia         | 2. csoport második helyezettje | 1995. november 15.              | 4                                |
| Svájc         | 3. csoport győztese            | 1995. október 11.               | 0 (első részvétel)               |
| Törökország   | 3. csoport második helyezettje | 1995. november 15.              | 0 (első részvétel)               |
| Horvátország  | 4. csoport győztese            | 1995. november 15.              | 0 (első részvétel)               |
| Olaszország   | 4. csoport második helyezettje | 1995. november 15.              | 3                                |
| Csehország    | 5. csoport győztese            | 1995. november 15.              | 3                                |
| Portugália    | 6. csoport győztese            | 1995. november 15.              | 1                                |
| Németország   | 7. csoport győztese            | 1995. november 15.              | 6                                |
| Bulgária      | 7. csoport második helyezettje | 1995. november 15.              | 0 (első részvétel)               |
| Oroszország   | 8. csoport győztese            | 1995. november 15.              | 6                                |
| Skócia        | 8. csoport második helyezettje | 1995. november 15.              | 1                                |
| Hollandia     | Pótselejtező                   | 1995. december 13.              | 4                                |

## Sorsolás
Az Európa-bajnokság csoportbeosztását 1995. december 17-én sorsolták Birminghamben. Mindössze négy csapat volt kiemelt, a házigazda Anglia, a címvédő Dánia, valamint Spanyolország és Németország. A többi csapatot a sorsoláskor folyamatosan osztották be a csoportokba. A kiemelt csapatokat a legvégén sorsolták. Anglia csoportja lett az A jelű csoport, a többi csoporthoz egy betűt sorsoltak.

## Játékvezetők
Az Eb-n a következő játékvezetők vezették a mérkőzéseket:
- Gerd Grabher
- Guy Goethals
- Vadzim Zsuk
- Atanasz Uzunov
- Václav Krondl
- Peter Mikkelsen
- Kim Milton Nielsen
- David Elleray
- Dermot Gallagher
- Marc Batta
- Bernd Heynemann
- Hellmut Krug
- Puhl Sándor
- Piero Ceccarini
- Pierluigi Pairetto
- Mario van der Ende
- Nyikolaj Levnyikov
- Leslie Mottram
- Antonio López Nieto
- Manuel Díaz Vega
- Anders Frisk
- Leif Sundell
- Serge Muhmenthaler
- Ahmet Çakar

## Csoportkör
Az időpontok helyi idő szerint (UTC+1), zárójelben magyar idő szerint (UTC+2) olvashatók.

### A csoport
| Hely. | Csapat     | M | Gy | D | V | G+ | G– | Gk | P | Továbbjutás                                |
| ----- | ---------- | - | -- | - | - | -- | -- | -- | - | ------------------------------------------ |
| 1.    | Anglia (R) | 3 | 2  | 1 | 0 | 7  | 2  | +5 | 7 | Továbbjutott az egyenes kieséses szakaszba |
| 2.    | Hollandia  | 3 | 1  | 1 | 1 | 3  | 4  | −1 | 4 | Továbbjutott az egyenes kieséses szakaszba |
| 3.    | Skócia     | 3 | 1  | 1 | 1 | 1  | 2  | −1 | 4 |                                            |
| 4.    | Svájc      | 3 | 0  | 1 | 2 | 1  | 4  | −3 | 1 |                                            |

1. 1 2  Az egymás elleni eredmény és az összes gólkülönbség döntetlen. A több szerzett gól döntött.

| 1996. június 8. 15:00 (16:00) |

| Anglia      | 1–1                         | Svájc                     |
| ----------- | --------------------------- | ------------------------- |
| Shearer 23' | (1–0) Jegyzőkönyv Részletek | Türkyılmaz 83' (11-esből) |

| Wembley, London Nézőszám: 76 567 Játékvezető: Manuel Díaz Vega (spanyol) |

| 1996. június 10. 16:30 (17:30) |

| Hollandia | 0–0                   | Skócia |
| --------- | --------------------- | ------ |
|           | Jegyzőkönyv Részletek |        |

| Villa Park, Birmingham Nézőszám: 34 363 Játékvezető: Leif Sundell (svéd) |

| 1996. június 13. 19:30 (20:30) |

| Svájc | 0–2                         | Hollandia               |
| ----- | --------------------------- | ----------------------- |
|       | (0–0) Jegyzőkönyv Részletek | Cruyff 66' Bergkamp 79' |

| Villa Park, Birmingham Nézőszám: 36 800 Játékvezető: Atanasz Uzunov (bolgár) |

| 1996. június 15. 15:00 (16:00) |

| Skócia | 0–2                         | Anglia                    |
| ------ | --------------------------- | ------------------------- |
|        | (0–0) Jegyzőkönyv Részletek | Shearer 53' Gascoigne 79' |

| Wembley, London Nézőszám: 76 864 Játékvezető: Pierluigi Pairetto (olasz) |

| 1996. június 18. 19:30 (20:30) |

| Skócia      | 1–0                         | Svájc |
| ----------- | --------------------------- | ----- |
| McCoist 36' | (1–0) Jegyzőkönyv Részletek |       |

| Villa Park, Birmingham Nézőszám: 34 946 Játékvezető: Václav Krondl (cseh) |

| 1996. június 18. 19:30 (20:30) |

| Hollandia    | 1–4                         | Anglia                                        |
| ------------ | --------------------------- | --------------------------------------------- |
| Kluivert 78' | (0–1) Jegyzőkönyv Részletek | Shearer 23' (11-esből) 57' Sheringham 51' 62' |

| Wembley, London Nézőszám: 76 798 Játékvezető: Gerd Grabher (osztrák) |

### B csoport
| Hely. | Csapat        | M | Gy | D | V | G+ | G– | Gk | P | Továbbjutás                                |
| ----- | ------------- | - | -- | - | - | -- | -- | -- | - | ------------------------------------------ |
| 1.    | Franciaország | 3 | 2  | 1 | 0 | 5  | 2  | +3 | 7 | Továbbjutott az egyenes kieséses szakaszba |
| 2.    | Spanyolország | 3 | 1  | 2 | 0 | 4  | 3  | +1 | 5 | Továbbjutott az egyenes kieséses szakaszba |
| 3.    | Bulgária      | 3 | 1  | 1 | 1 | 3  | 4  | −1 | 4 |                                            |
| 4.    | Románia       | 3 | 0  | 0 | 3 | 1  | 4  | −3 | 0 |                                            |

| 1996. június 9. 14:30 (15:30) |

| Spanyolország | 1–1                         | Bulgária                  |
| ------------- | --------------------------- | ------------------------- |
| Alfonso 74'   | (0–0) Jegyzőkönyv Részletek | Sztoicskov 65' (11-esből) |

| Elland Road, Leeds Nézőszám: 24 006 Játékvezető: Piero Ceccarini (olasz) |

| 1996. június 10. 19:30 (20:30) |

| Románia | 0–1                         | Franciaország |
| ------- | --------------------------- | ------------- |
|         | (0–1) Jegyzőkönyv Részletek | Dugarry 25'   |

| St James’ Park, Newcastle Nézőszám: 26 323 Játékvezető: Hellmut Krug (német) |

| 1996. június 13. 16:30 (17:30) |

| Bulgária      | 1–0                         | Románia |
| ------------- | --------------------------- | ------- |
| Sztoicskov 3' | (1–0) Jegyzőkönyv Részletek |         |

| St James’ Park, Newcastle Nézőszám: 19 107 Játékvezető: Peter Mikkelsen (dán) |

| 1996. június 15. 18:00 (19:00) |

| Franciaország | 1–1                         | Spanyolország |
| ------------- | --------------------------- | ------------- |
| Djorkaeff 48' | (0–0) Jegyzőkönyv Részletek | Caminero 85'  |

| Elland Road, Leeds Nézőszám: 35 626 Játékvezető: Vadzim Dzmitrijevics Zsuk (fehérorosz) |

| 1996. június 18. 16:30 (17:30) |

| Franciaország                        | 3–1                         | Bulgária       |
| ------------------------------------ | --------------------------- | -------------- |
| Blanc 21' Penev 63' (öngól) Loko 90' | (1–0) Jegyzőkönyv Részletek | Sztoicskov 69' |

| St James’ Park, Newcastle Nézőszám: 26 976 Játékvezető: Dermot Gallagher (angol) |

| 1996. június 18. 16:30 (17:30) |

| Románia       | 1–2                         | Spanyolország         |
| ------------- | --------------------------- | --------------------- |
| Răducioiu 29' | (1–1) Jegyzőkönyv Részletek | Manjarín 11' Amor 84' |

| Elland Road, Leeds Nézőszám: 32 719 Játékvezető: Ahmet Çakar (török) |

### C csoport
| Hely. | Csapat      | M | Gy | D | V | G+ | G– | Gk | P | Továbbjutás                                |
| ----- | ----------- | - | -- | - | - | -- | -- | -- | - | ------------------------------------------ |
| 1.    | Németország | 3 | 2  | 1 | 0 | 5  | 0  | +5 | 7 | Továbbjutott az egyenes kieséses szakaszba |
| 2.    | Csehország  | 3 | 1  | 1 | 1 | 5  | 6  | −1 | 4 | Továbbjutott az egyenes kieséses szakaszba |
| 3.    | Olaszország | 3 | 1  | 1 | 1 | 3  | 3  | 0  | 4 |                                            |
| 4.    | Oroszország | 3 | 0  | 1 | 2 | 4  | 8  | −4 | 1 |                                            |

1. 1 2  Egymás elleni eredmény: Csehország 2–1 Olaszország.

| 1996. június 9. 17:00 (18:00) |

| Németország          | 2–0                         | Csehország |
| -------------------- | --------------------------- | ---------- |
| Ziege 26' Möller 32' | (2–0) Jegyzőkönyv Részletek |            |

| Old Trafford, Manchester Nézőszám: 37 300 Játékvezető: David Elleray (angol) |

| 1996. június 11. 16:30 (17:30) |

| Olaszország      | 2–1                         | Oroszország  |
| ---------------- | --------------------------- | ------------ |
| Casiraghi 5' 52' | (1–1) Jegyzőkönyv Részletek | Cimbalar 21' |

| Anfield, Liverpool Nézőszám: 35 120 Játékvezető: Leslie Mottram (skót) |

| 1996. június 14. 19:30 (20:30) |

| Csehország          | 2–1                         | Olaszország |
| ------------------- | --------------------------- | ----------- |
| Nedvěd 5' Bejbl 35' | (2–1) Jegyzőkönyv Részletek | Chiesa 18'  |

| Anfield, Liverpool Nézőszám: 37 320 Játékvezető: Antonio López Nieto (spanyol) |

| 1996. június 16. 15:00 (16:00) |

| Oroszország | 0–3                         | Németország                  |
| ----------- | --------------------------- | ---------------------------- |
|             | (0–0) Jegyzőkönyv Részletek | Sammer 56' Klinsmann 77' 90' |

| Old Trafford, Manchester Nézőszám: 50 760 Játékvezető: Kim Milton Nielsen (dán) |

| 1996. június 19. 19:30 (20:30) |

| Oroszország                                   | 3–3                         | Csehország                        |
| --------------------------------------------- | --------------------------- | --------------------------------- |
| Mosztovoj 49' Tyetradze 54' Beszcsasztnih 85' | (0–2) Jegyzőkönyv Részletek | Suchopárek 5' Kuka 19' Šmicer 88' |

| Anfield, Liverpool Nézőszám: 21 128 Játékvezető: Anders Frisk (svéd) |

| 1996. június 19. 19:30 (20:30) |

| Olaszország | 0–0                   | Németország |
| ----------- | --------------------- | ----------- |
|             | Jegyzőkönyv Részletek |             |

| Old Trafford, Manchester Nézőszám: 53 740 Játékvezető: Guy Goethals (belga) |

### D csoport
| Hely. | Csapat       | M | Gy | D | V | G+ | G– | Gk | P | Továbbjutás                                |
| ----- | ------------ | - | -- | - | - | -- | -- | -- | - | ------------------------------------------ |
| 1.    | Portugália   | 3 | 2  | 1 | 0 | 5  | 1  | +4 | 7 | Továbbjutott az egyenes kieséses szakaszba |
| 2.    | Horvátország | 3 | 2  | 0 | 1 | 4  | 3  | +1 | 6 | Továbbjutott az egyenes kieséses szakaszba |
| 3.    | Dánia        | 3 | 1  | 1 | 1 | 4  | 4  | 0  | 4 |                                            |
| 4.    | Törökország  | 3 | 0  | 0 | 3 | 0  | 5  | −5 | 0 |                                            |

| 1996. június 9. 19:30 (20:30) |

| Dánia          | 1–1                         | Portugália   |
| -------------- | --------------------------- | ------------ |
| B. Laudrup 22' | (1–0) Jegyzőkönyv Részletek | Sá Pinto 53' |

| Hillsborough, Sheffield Nézőszám: 34 993 Játékvezető: Mario van der Ende (holland) |

| 1996. június 11. 19:30 (20:30) |

| Törökország | 0–1                         | Horvátország |
| ----------- | --------------------------- | ------------ |
|             | (0–0) Jegyzőkönyv Részletek | Vlaović 86'  |

| City Ground, Nottingham Nézőszám: 22 406 Játékvezető: Serge Muhmenthaler (svájci) |

| 1996. június 14. 16:30 (17:30) |

| Portugália | 1–0                         | Törökország |
| ---------- | --------------------------- | ----------- |
| Couto 66'  | (0–0) Jegyzőkönyv Részletek |             |

| City Ground, Nottingham Nézőszám: 22 670 Játékvezető: Puhl Sándor (magyar) |

| 1996. június 16. 18:00 (19:00) |

| Horvátország                       | 3–0                         | Dánia |
| ---------------------------------- | --------------------------- | ----- |
| Šuker 54' (11-esből) 90' Boban 81' | (0–0) Jegyzőkönyv Részletek |       |

| Hillsborough, Sheffield Nézőszám: 33 671 Játékvezető: Marc Batta (francia) |

| 1996. június 19. 16:30 (17:30) |

| Horvátország | 0–3                         | Portugália                     |
| ------------ | --------------------------- | ------------------------------ |
|              | (0–2) Jegyzőkönyv Részletek | Figo 4' Pinto 33' Domingos 82' |

| City Ground, Nottingham Nézőszám: 20 484 Játékvezető: Bernd Heynemann (német) |

| 1996. június 19. 16:30 (17:30) |

| Törökország | 0–3                         | Dánia                          |
| ----------- | --------------------------- | ------------------------------ |
|             | (0–0) Jegyzőkönyv Részletek | B. Laudrup 50' 84' Nielsen 69' |

| Hillsborough, Sheffield Nézőszám: 28 951 Játékvezető: Nyikolaj Vlagyiszlavovics Levnyikov (orosz) |

## Egyenes kieséses szakasz
|  |                         |               |                     |                         |       |               |                     |           |  |  |       |       |       |
|  | Negyeddöntők            | Negyeddöntők  | Negyeddöntők        |                         |       | Elődöntők     | Elődöntők           | Elődöntők |  |  | Döntő | Döntő | Döntő |
|  | Negyeddöntők            | Negyeddöntők  | Negyeddöntők        |                         |       | Elődöntők     | Elődöntők           | Elődöntők |  |  | Döntő | Döntő | Döntő |
|  | június 22. – Liverpool  |               |                     |                         |       |               |                     |           |  |  |       |       |       |
|  |                         |               |                     |                         |       |               |                     |           |  |  |       |       |       |
|  | B1                      | Franciaország | 0 (5)               |                         |       |               |                     |           |  |  |       |       |       |
|  | B1                      | Franciaország | 0 (5)               | június 26. – Manchester |       |               |                     |           |  |  |       |       |       |
|  | A2                      | Hollandia     | 0 (4)               |                         |       |               |                     |           |  |  |       |       |       |
|  | A2                      | Hollandia     | 0 (4)               |                         |       | Franciaország | Franciaország       | 0 (5)     |  |  |       |       |       |
|  | június 23. – Birmingham |               |                     |                         |       | Franciaország | Franciaország       | 0 (5)     |  |  |       |       |       |
|  |                         |               | Csehország          | Csehország              | 0 (6) |               |                     |           |  |  |       |       |       |
|  | C2                      | Csehország    | Csehország          | Csehország              | 0 (6) | 1             |                     |           |  |  |       |       |       |
|  | C2                      | Csehország    |                     |                         |       | 1             | június 30. – London |           |  |  |       |       |       |
|  | D1                      | Portugália    | 0                   |                         |       |               |                     |           |  |  |       |       |       |
|  | D1                      | Portugália    | 0                   |                         |       | Csehország    | Csehország          | 1         |  |  |       |       |       |
|  | június 22. – London     |               |                     |                         |       | Csehország    | Csehország          | 1         |  |  |       |       |       |
|  |                         |               | Németország         | Németország             | 2     |               |                     |           |  |  |       |       |       |
|  | B2                      | Spanyolország | Németország         | Németország             | 2     | 0 (2)         |                     |           |  |  |       |       |       |
|  | B2                      | Spanyolország | június 26. – London |                         |       | 0 (2)         |                     |           |  |  |       |       |       |
|  | A1                      | Anglia        | 0 (4)               |                         |       |               |                     |           |  |  |       |       |       |
|  | A1                      | Anglia        | 0 (4)               |                         |       | Németország   | Németország         | 1 (6)     |  |  |       |       |       |
|  | június 23. – Manchester |               |                     |                         |       | Németország   | Németország         | 1 (6)     |  |  |       |       |       |
|  |                         |               | Anglia              | Anglia                  | 1 (5) |               |                     |           |  |  |       |       |       |
|  | C1                      | Németország   | Anglia              | Anglia                  | 1 (5) | 2             |                     |           |  |  |       |       |       |
|  | C1                      | Németország   |                     |                         |       |               |                     |           |  |  |       |       |       |
|  | D2                      | Horvátország  | 1                   |                         |       |               |                     |           |  |  |       |       |       |
|  | D2                      | Horvátország  | 1                   |                         |       |               |                     |           |  |  |       |       |       |
|  |                         |               |                     |                         |       |               |                     |           |  |  |       |       |       |

### Negyeddöntők
| 1996. június 22. 15:00 (16:00) |

| Spanyolország            | 0–0 (h. u.)           | Anglia                         |
| ------------------------ | --------------------- | ------------------------------ |
|                          | Jegyzőkönyv Részletek |                                |
| Büntetőpárbaj            |                       |                                |
| Hierro Amor Belsué Nadal | 2–4                   | Shearer Platt Pearce Gascoigne |

| Wembley, London Nézőszám: 75 440 Játékvezető: Marc Batta (francia) |

| 1996. június 22. 18:30 (19:30) |

| Franciaország                          | 0–0 (h. u.)           | Hollandia                                 |
| -------------------------------------- | --------------------- | ----------------------------------------- |
|                                        | Jegyzőkönyv Részletek |                                           |
| Büntetőpárbaj                          |                       |                                           |
| Zidane Djorkaeff Lizarazu Guérin Blanc | 5–4                   | de Kock R. de Boer Kluivert Seedorf Blind |

| Anfield, Liverpool Nézőszám: 37 465 Játékvezető: Antonio López Nieto (spanyol) |

| 1996. június 23. 15:00 (16:00) |

| Németország                         | 2–1                         | Horvátország |
| ----------------------------------- | --------------------------- | ------------ |
| Klinsmann 20' (11-esből) Sammer 59' | (1–0) Jegyzőkönyv Részletek | Šuker 51'    |

| Old Trafford, Manchester Nézőszám: 43 412 Játékvezető: Leif Sundell (svéd) |

| 1996. június 23. 18:30 (19:30) |

| Csehország   | 1–0                         | Portugália |
| ------------ | --------------------------- | ---------- |
| Poborský 53' | (0–0) Jegyzőkönyv Részletek |            |

| Villa Park, Birmingham Nézőszám: 26 832 Játékvezető: Hellmut Krug (német) |

### Elődöntők
| 1996. június 26. 16:00 (17:00) |

| Franciaország                                 | 0–0 (h. u.)           | Csehország                               |
| --------------------------------------------- | --------------------- | ---------------------------------------- |
|                                               | Jegyzőkönyv Részletek |                                          |
| Büntetőpárbaj                                 |                       |                                          |
| Zidane Djorkaeff Lizarazu Guérin Blanc Pedros | 5–6                   | Kubík Nedvěd Berger Poborský Rada Kadlec |

| Old Trafford, Manchester Nézőszám: 43 877 Játékvezető: Leslie Mottram (skót) |

| 1996. június 26. 19:30 (20:30) |

| Németország                             | 1–1 (h. u.)                           | Anglia                                              |
| --------------------------------------- | ------------------------------------- | --------------------------------------------------- |
| Kuntz 16'                               | (1–1, 1–1, 1–1) Jegyzőkönyv Részletek | Shearer 3'                                          |
| Büntetőpárbaj                           |                                       |                                                     |
| Häßler Strunz Reuter Ziege Kuntz Möller | 6–5                                   | Shearer Platt Pearce Gascoigne Sheringham Southgate |

| Wembley, London Nézőszám: 75 862 Játékvezető: Puhl Sándor (magyar) |

### Döntő
| 1996. június 30. 19:00 (20:00) |

| Csehország            | 1–2 (h. u.)            | Németország      |
| --------------------- | ---------------------- | ---------------- |
| Berger 59' (11-esből) | (0–0, 1–1) Jegyzőkönyv | Bierhoff 73' 95' |

| Wembley, London Nézőszám: 73 611 Játékvezető: Pierluigi Pairetto (olasz) |

| Az 1996-os labdarúgó-Európa-bajnokság győztese |
| ---------------------------------------------- |
| · Németország · 3. cím                         |

## Gólszerzők
5 gólos
- Alan Shearer

3 gólos
| - Hriszto Sztoicskov - Davor Šuker | - Brian Laudrup | - Jürgen Klinsmann |

2 gólos
| - Oliver Bierhoff - Matthias Sammer | - Teddy Sheringham | - Pierluigi Casiraghi |

1 gólos
- Paul Gascoigne
- Pavel Nedvěd
- Radek Bejbl
- Jan Suchopárek
- Pavel Kuka
- Vladimír Šmicer
- Karel Poborský
- Patrik Berger
- Zvonimir Boban
- Goran Vlaović
- Allan Nielsen
- Christophe Dugarry
- Youri Djorkaeff
- Laurent Blanc
- Patrice Loko
- Jordi Cruyff
- Dennis Bergkamp
- Patrick Kluivert
- Christian Ziege
- Andreas Möller
- Stefan Kuntz
- Enrico Chiesa
- Ricardo Sá Pinto
- Fernando Couto
- Luís Figo
- João Pinto
- Domingos
- Florin Răducioiu
- Ilja Cimbalar
- Alekszandr Mosztovoj
- Omari Tyetradze
- Vlagyimir Beszcsasztnih
- Ally McCoist
- Alfonso Pérez
- José Luis Caminero
- Javier Manjarín
- Guillermo Amor
- Kubilay Türkyılmaz

1 öngólos
- Ljuboszlav Penev (Franciaország ellen)

## Díjak
A torna csapata:
| Kapusok                    | Védők                                                                  | Középpályások                                                                              | Csatárok                                                |
| -------------------------- | ---------------------------------------------------------------------- | ------------------------------------------------------------------------------------------ | ------------------------------------------------------- |
| Andreas Köpke David Seaman | Colin Hendry Fernando Couto Dieter Eilts Paolo Maldini Matthias Sammer | Rui Costa Paul Gascoigne Youri Djorkaeff Steve McManaman Karel Poborský José Luis Caminero | Davor Šuker Alan Shearer Jürgen Klinsmann Brian Laudrup |

Aranycipő:
- Alan Shearer[3]

Legjobb játékos:
- Matthias Sammer[3]

## Végeredmény
Az első két helyezett utáni sorrend nem tekinthető hivatalosnak, mivel ezekért a helyekért nem játszottak mérkőzéseket. Ezért e helyezések meghatározásához az alábbiak lettek figyelembe véve:
1. több szerzett pont (a 11-esekkel eldöntött találkozók a hosszabbítást követő eredménnyel, döntetlenként vannak feltüntetve)
2. jobb gólkülönbség
3. több szerzett gól

| Hely.                    | Csapat        | M | Gy | D | V | G+ | G– | Gk | P  |
| ------------------------ | ------------- | - | -- | - | - | -- | -- | -- | -- |
| 1. helyezett, aranyérmes | Németország   | 6 | 4  | 2 | 0 | 10 | 3  | +7 | 14 |
| 2. helyezett, ezüstérmes | Csehország    | 6 | 2  | 2 | 2 | 7  | 8  | −1 | 8  |
| 3. helyezett, bronzérmes | Anglia (R)    | 5 | 2  | 3 | 0 | 8  | 3  | +5 | 9  |
| 3. helyezett, bronzérmes | Franciaország | 5 | 2  | 3 | 0 | 5  | 2  | +3 | 9  |
|                          |               |   |    |   |   |    |    |    |    |
| 5.                       | Portugália    | 4 | 2  | 1 | 1 | 5  | 2  | +3 | 7  |
| 6.                       | Spanyolország | 4 | 1  | 3 | 0 | 4  | 3  | +1 | 6  |
| 7.                       | Horvátország  | 4 | 2  | 0 | 2 | 5  | 5  | 0  | 6  |
| 8.                       | Hollandia     | 4 | 1  | 2 | 1 | 3  | 4  | −1 | 5  |
|                          |               |   |    |   |   |    |    |    |    |
| 9.                       | Dánia         | 3 | 1  | 1 | 1 | 4  | 4  | 0  | 4  |
| 10.                      | Olaszország   | 3 | 1  | 1 | 1 | 3  | 3  | 0  | 4  |
| 11.                      | Bulgária      | 3 | 1  | 1 | 1 | 3  | 4  | −1 | 4  |
| 12.                      | Skócia        | 3 | 1  | 1 | 1 | 1  | 2  | −1 | 4  |
| 13.                      | Svájc         | 3 | 0  | 1 | 2 | 1  | 4  | −3 | 1  |
| 14.                      | Oroszország   | 3 | 0  | 1 | 2 | 4  | 8  | −4 | 1  |
| 15.                      | Románia       | 3 | 0  | 0 | 3 | 1  | 4  | −3 | 0  |
| 16.                      | Törökország   | 3 | 0  | 0 | 3 | 0  | 5  | −5 | 0  |